# 山形県道41号酒田停車場線
山形県道41号酒田停車場線（やまがたけんどう41ごう さかたていしゃじょうせん）は、山形県酒田市内を通る県道（主要地方道）である。

## 概要
国道112号と酒田駅を結ぶ、全長600メートル程の短い路線である。

### 路線データ
- 距離:580m[1]
- 起点：酒田市幸町2丁目（酒田停車場）
- 終点：酒田市中央東町（国道112号交点）

## 歴史
- 1993年（平成5年）5月11日 - 建設省から、県道酒田停車場線が酒田停車場線として主要地方道に指定される[2]。

## 地理

### 通過する自治体
- 酒田市

### 交差する道路
- 山形県道42号酒田港線（酒田市御成町）
- 国道112号（酒田市中央東町、終点）